# Parlamento europeo
Il Parlamento europeo (anche noto come Europarlamento o Eurocamera) è un'istituzione di tipo parlamentare che rappresenta i popoli dell'Unione europea, ed è l'unica istituzione europea a essere eletta direttamente dai cittadini dell'Unione.  Fondamentalmente è un'evoluzione dell'Assemblea comune della CECA.
La Commissione europea ha l'iniziativa legislativa e con il Parlamento europeo esercita la funzione legislativa dell' UE. Tuttavia, secondo il Trattato di Maastricht rafforzato dal Trattato di Lisbona, il Parlamento europeo ha un diritto di iniziativa legislativa che gli consente di chiedere alla Commissione di presentare una proposta legislativa.
Dal 1979 viene eletto direttamente ogni cinque anni a suffragio universale; tuttavia, per lungo tempo alle sue elezioni l'affluenza alle urne è diminuita a ogni elezione, scendendo a meno del 50% dal 1999; nel 2014 i votanti sono stati il 42,54% di tutti gli aventi diritto; nel 2019, per la prima volta dopo 20 anni, si è avuta una partecipazione superiore al 50% (pari esattamente al 50,97%).
Dopo l'entrata in vigore del Trattato di Lisbona, l'organo è stato composto da 750 deputati più il Presidente (in precedenza i deputati erano 766). A seguito dell'uscita del Regno Unito dall'Unione europea avvenuta il 31 gennaio 2020, il numero dei seggi è stato ridotto a 705 compreso il presidente; il corpo elettorale del Parlamento europeo costituisce inoltre il più grande elettorato democratico trans-nazionale nel mondo (circa 375 milioni di aventi diritto al voto nel 2009).
È la "prima istituzione" dell'UE (menzionata per prima nei trattati, avendo la precedenza cerimoniale su tutte le altre autorità a livello europeo), e condivide la funzione legislativa con il Consiglio (tranne che in alcune aree dove si applicano procedure legislative speciali), partecipa inoltre alla procedura di approvazione del bilancio dell'UE, elegge il Presidente della Commissione e approva (o respinge) la nomina della Commissione nel suo insieme, può anche forzare le dimissioni dell'intera Commissione, con una maggioranza di due terzi, attraverso l'adozione di una mozione di censura. In generale esercita un controllo politico sulla Commissione mediante l’approvazione di mozioni e dichiarazioni; ad esempio può sollecitare la Commissione a esercitare l’iniziativa legislativa in una determinata materia.
L'attuale Presidente del Parlamento europeo è Roberta Metsola, eletta il 18 gennaio 2022.
Ha la sua sede ufficiale a Strasburgo, dove si celebrano le sessioni plenarie, mentre le riunioni delle commissioni si svolgono a Bruxelles. A Lussemburgo c'è invece la sede del Segretariato generale del Parlamento europeo.

## Storia

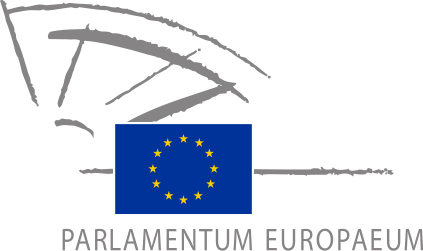
Il logo del Parlamento europeo fino al 2014

### Nascita e primi metodi elettivi
Il Parlamento, come le altre istituzioni europee, era molto diverso dalla sua forma attuale quando si riunì per la prima volta il 10 settembre 1952. Una delle più antiche istituzioni comuni, ha iniziato come Assemblea comune della Comunità europea del carbone e dell'acciaio (CECA). Era un'assemblea consultiva di 78 parlamentari nominati all'interno dei parlamenti nazionali dei sei Stati membri; non possedeva poteri legislativi.

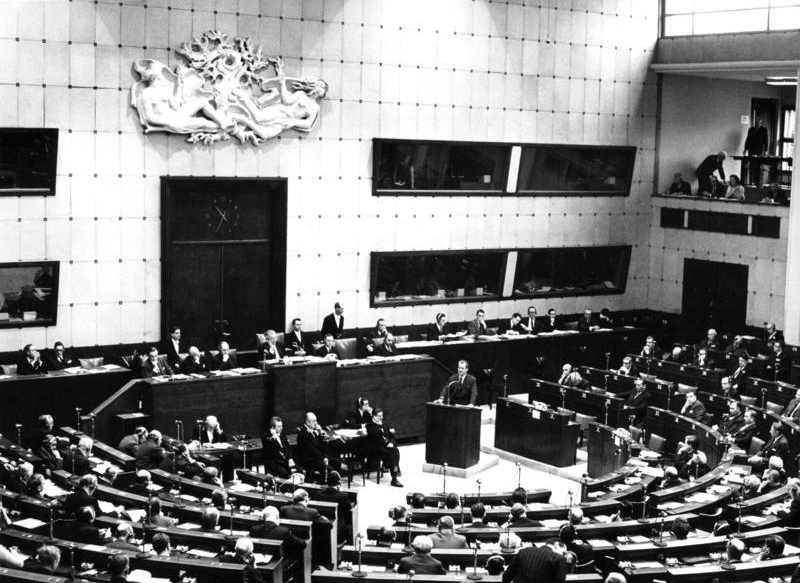
Sessione dell'Assemblea comune nel Palazzo d'Europa a Strasburgo nel gennaio 1967. Willy Brandt, ministro degli esteri della Germania, sta parlando.

Il suo sviluppo, fin dalla fondazione, mostra come le strutture dell'Unione europea si siano evolute senza un chiaro "piano generale". Secondo alcuni osservatori, come Tom Reid del Washington Post, "nessuno avrebbe deliberatamente progettato un governo così complesso e ridondante come l'Unione europea". Il Parlamento possiede due sedi, che si sono alternate più volte, come risultato di vari accordi o la mancanza di essi. Anche se la maggior parte degli eurodeputati preferirebbe operare solo a Bruxelles, in occasione del vertice di Edimburgo del 1992 la Francia ha proposto una modifica del Trattato per mantenere la sede plenaria del Parlamento europeo a Strasburgo in modo permanente.

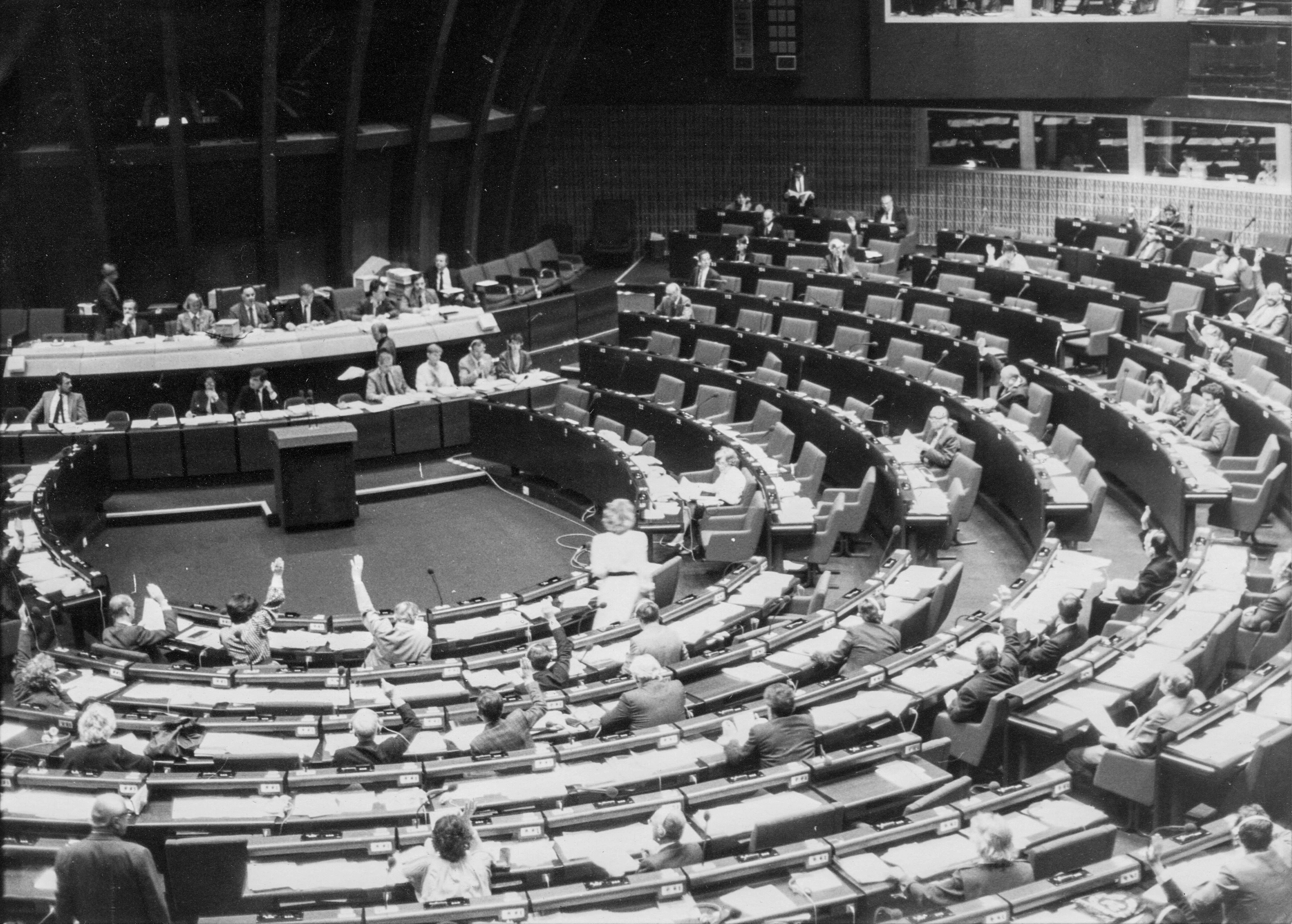
Sessione dell'Assemblea a Strasburgo 1985.

### L'Assemblea parlamentare europea
Il 19 marzo 1958, a seguito dei trattati di Roma dell'anno prima, nasce l'Assemblea parlamentare europea, sempre con sede a Strasburgo, ma allargata a 142 membri eletti con le stesse modalità della precedente Assemblea della CECA, per nomina da parte dei governi nazionali, tra i parlamentari di ciascun paese.

Emblema del Parlamento fino al 1983

Il 30 marzo 1962 l'Assemblea muta nome in "Parlamento europeo", che dal 1º gennaio 1973 lievita a 198 membri per l'entrata di Danimarca, Regno Unito e Irlanda.

### Le elezioni a suffragio universale
Il 20 settembre 1976 il Consiglio europeo decide a Bruxelles di rendere il Parlamento europeo eleggibile a suffragio universale diretto, e quindi non più per mezzo dei parlamentari nazionali, sia pure in base a legislazioni nazionali che variano in ordine ai sistemi di attribuzione dei seggi e alle condizioni soggettive di eleggibilità e di incompatibilità. Il testo entra in vigore il 1º luglio 1978 e le prime elezioni vengono celebrate nel giugno 1979. I membri passano a quota 410.
I membri dell'Europarlamento passeranno poi a 434 (1984), 518 (1989), 567 (1994), 626 (1995), 732 (2004), 782 (2007). Per il 2009 è stata applicata una riduzione del numero dei membri a 736, come previsto dal Trattato di Nizza; successivamente il numero è stato nuovamente innalzato all'inizio del 2012 a 754. Il Trattato di Lisbona ne prevede invece 751 come detto dall'articolo 14. n.2 TUE (originariamente 750 più il presidente) a partire dalle elezioni europee del 2014. Con l'uscita del Regno Unito dall'Unione Europea del 31 gennaio 2020, il numero di deputati scende a 705. Dei 73 seggi appartenuti al Regno Unito, 27 sono stati ridistribuiti tra gli altri stati membri, mentre i restanti 46 vengono sospesi in previsione di eventuali nuovi ingressi futuri.

### Pandemia di SARS-CoV-2
Per la prima volta dalla fondazione dell'europarlamento, tutte le attività di visita sono state sospese nelle sedi di Strasburgo e di Bruxelles a seguito della pandemia da SARS-CoV-2. Il 5 marzo, le sessioni plenarie sono state temporaneamente trasferite da Strasburgo a Bruxelles. Il personale amministrativo con pregresse patologie è stato autorizzato a operare in modalità telelavoro.

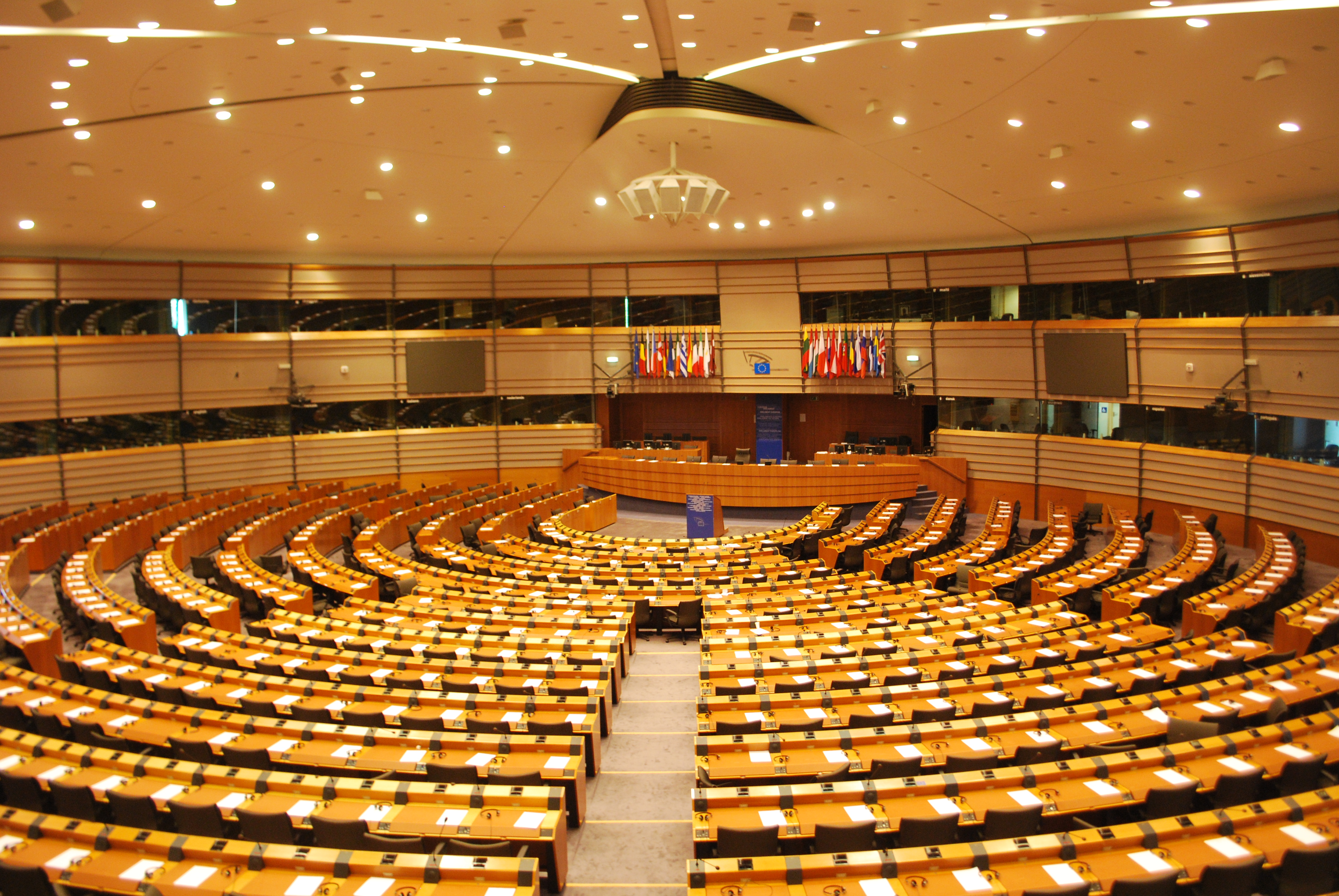
L'emiciclo di Bruxelles del Parlamento europeo.
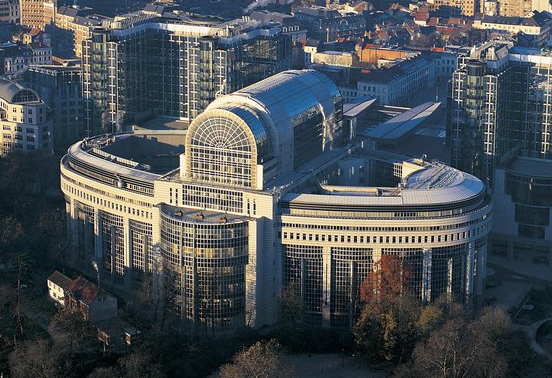
L'edificio Paul-Henri Spaak, sede dell'emiciclo di Bruxelles del Parlamento europeo.
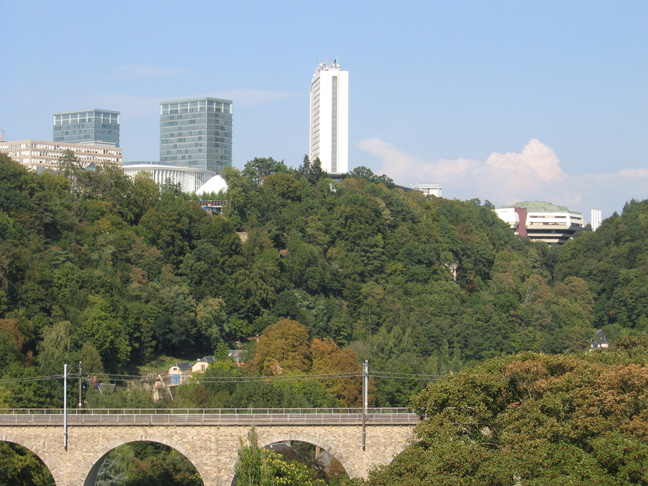
Al centro dell'immagine, l'edificio del Segretariato generale del Parlamento europeo a Lussemburgo.

## Composizione

### Evoluzione storica del numero di seggi riservati a ogni nazione
| Paesi       | 10        | 12        | 12        | 15        | 15        | 27        | 28        | 28        | 27        | 27        |
| Legislatura | I         | II        | III       | IV        | V         | VI        | VII       | VIII      | IX        | X         |
| Anno        | 1979-1984 | 1984-1989 | 1989-1994 | 1994-1999 | 1999-2004 | 2004-2009 | 2009-2014 | 2014-2019 | 2019-2024 | 2024-2029 |
| ----------- | --------- | --------- | --------- | --------- | --------- | --------- | --------- | --------- | --------- | --------- |
| Germania    | 81        | 81        | 81        | 99        | 99        | 99        | 99        | 96        | 96        | 96        |
| Francia     | 81        | 81        | 81        | 87        | 87        | 78        | 72        | 74        | 79        | 81        |
| Italia      | 81        | 81        | 81        | 87        | 87        | 78        | 72        | 73        | 76        | 76        |
| Regno Unito | 81        | 81        | 81        | 87        | 87        | 78        | 72        | 73        | –         | –         |
| Spagna      | –         | 64        | 60        | 64        | 64        | 54        | 50        | 54        | 59        | 61        |
| Polonia     | –         | –         | –         | –         | –         | 54        | 50        | 51        | 52        | 53        |
| Romania     | –         | –         | –         | –         | –         | 35        | 33        | 32        | 33        | 33        |
| Paesi Bassi | 25        | 25        | 25        | 31        | 31        | 27        | 25        | 26        | 29        | 31        |
| Belgio      | 24        | 24        | 24        | 25        | 25        | 24        | 22        | 21        | 21        | 22        |
| Rep. Ceca   | –         | –         | –         | –         | –         | 24        | 22        | 21        | 21        | 21        |
| Grecia      | 24        | 24        | 24        | 25        | 25        | 24        | 22        | 21        | 21        | 21        |
| Ungheria    | –         | –         | –         | –         | –         | 24        | 22        | 21        | 21        | 21        |
| Portogallo  | –         | 24        | 24        | 25        | 25        | 24        | 22        | 21        | 21        | 21        |
| Svezia      | –         | –         | –         | 22        | 22        | 19        | 18        | 20        | 21        | 21        |
| Austria     | –         | –         | –         | 21        | 21        | 18        | 17        | 18        | 19        | 20        |
| Bulgaria    | –         | –         | –         | –         | –         | 18        | 17        | 17        | 17        | 17        |
| Finlandia   | –         | –         | –         | 16        | 16        | 14        | 13        | 13        | 14        | 15        |
| Danimarca   | 16        | 16        | 16        | 16        | 16        | 14        | 13        | 13        | 14        | 15        |
| Slovacchia  | –         | –         | –         | –         | –         | 14        | 13        | 13        | 14        | 15        |
| Irlanda     | 15        | 15        | 15        | 15        | 15        | 13        | 12        | 11        | 13        | 14        |
| Croazia     | –         | –         | –         | –         | –         | –         | 12        | 11        | 12        | 12        |
| Lituania    | –         | –         | –         | –         | –         | 13        | 12        | 11        | 11        | 11        |
| Lettonia    | –         | –         | –         | –         | –         | 9         | 8         | 8         | 8         | 9         |
| Slovenia    | –         | –         | –         | –         | –         | 7         | 7         | 8         | 8         | 9         |
| Estonia     | –         | –         | –         | –         | –         | 6         | 6         | 6         | 7         | 7         |
| Cipro       | –         | –         | –         | –         | –         | 6         | 6         | 6         | 6         | 6         |
| Lussemburgo | 6         | 6         | 6         | 6         | 6         | 6         | 6         | 6         | 6         | 6         |
| Malta       | –         | –         | –         | –         | –         | 5         | 5         | 6         | 6         | 6         |
| Totale:     | 434       | 522       | 518       | 626       | 626       | 785       | 748       | 751       | 705       | 720       |

| Paesi      | Ingresso    | Ingresso        | Ingresso          | Ingresso        |
| Paesi      | Legislatura | Adesione        | Elezioni          | Seggi assegnati |
| ---------- | ----------- | --------------- | ----------------- | --------------- |
| Grecia     | I           | 1º gennaio 1981 | 18 ottobre 1981   | 24              |
| Spagna     | II          | 1º gennaio 1986 | 10 giugno 1986    | 64              |
| Portogallo | II          | 1º gennaio 1986 | 19 luglio 1986    | 24              |
| Svezia     | IV          | 1º gennaio 1995 | 17 settembre 1995 | 22              |
| Finlandia  | IV          | 1º gennaio 1995 | 10 ottobre 1996   | 16              |
| Austria    | IV          | 1º gennaio 1995 | 13 ottobre 1996   | 21              |
| Bulgaria   | VI          | 1º gennaio 2007 | 10 maggio 2007    | 18              |
| Romania    | VI          | 1º gennaio 2007 | 25 novembre 2007  | 35              |
| Croazia    | VII         | 1º luglio 2013  | 14 aprile 2013    | 12              |

### Membri
I parlamentari europei, che in italiano sono conosciuti anche come "europarlamentari" o "eurodeputati", vengono eletti ogni cinque anni attraverso un suffragio universale e prendono posto tra i banchi dell'emiciclo secondo l'appartenenza ai vari gruppi politici. Prima dell'introduzione dell'elezione diretta (avvenuta nel 1979), essi erano nominati dai rispettivi parlamenti nazionali.
In conformità al Trattato di Lisbona, il numero massimo di membri del Parlamento europeo è fissato a 750 più il presidente, il quale, secondo una prassi consolidata, non può votare. Il numero di seggi assegnati a ciascuno Stato aderente all'Unione europea è stabilito in base alla sua popolazione, secondo un criterio di "proporzionalità degressiva". Ciò vale a dire che più popoloso è il Paese e maggiore è il numero di cittadini del medesimo che vengono rappresentati da un singolo eurodeputato. Di conseguenza, un elettore maltese ha circa dieci volte più influenza rispetto a un elettore tedesco: fino al 2014, la Germania (80,9 milioni di abitanti) eleggeva 96 europarlamentari, vale a dire uno ogni 843 000 abitanti, mentre Malta (0,4 milioni di abitanti) disponeva di 6 seggi, ossia uno ogni 70 000 abitanti.
Il nuovo sistema di attribuzione attuato nel quadro delle novità apportate dal Trattato di Lisbona ha lo scopo di evitare la negoziazione sui seggi quando le loro proporzioni devono essere riviste per riflettere i cambiamenti demografici. I collegi elettorali vengono formati in base alla seguente regola: in cinque Stati dell'Unione europea (Belgio, Francia, Irlanda, Italia e Polonia) il proprio territorio viene suddiviso in un certo numero di circoscrizioni mentre negli altri ventidue l'intero suolo nazionale ne forma una sola. Tutti i Paesi interessati hanno lo stesso sistema per l'elezione degli eurodeputati ma ognuna di esse adotta una propria procedura per stabilire i requisiti di eleggibilità, le modalità di scrutinio e quelle della presentazione delle candidature. Le elezioni per la formazione del Parlamento europeo devono tenersi in tutta l'UE tra un giovedì mattina e la domenica immediatamente successiva.
La percentuale di donne deputate al Parlamento europeo è superiore alla media dei parlamenti nazionali, ed è sempre aumentata dopo ogni elezione. Con le elezioni del 2019, circa il 40% degli eurodeputati erano donne.

### Stipendi, pensioni, rimborsi e immunità
Prima del 2009, gli eurodeputati ricevevano lo stesso stipendio dei membri del proprio parlamento nazionale; successivamente a quella data è entrato in vigore un nuovo statuto, che prevede per tutti loro una retribuzione (indennità) mensile uguale, che nel 2014 era pari a 8.020,53 euro ciascuno, nel 2024 pari a 8.419,90 euro netti; questa retribuzione è soggetta all'imposta dell'Unione europea e può anche essere tassata a livello nazionale.
I deputati hanno diritto a una pensione, pagata dal Parlamento, a partire dai 63 anni di età.
I deputati hanno altresì diritto ad alcuni rimborsi, nella forma di indennità per le spese di ufficio e di soggiorno nonché alle spese di viaggio basate sui costi effettivamente sostenuti.
Vengono, inoltre, concessi un certo numero di privilegi e di immunità. Per assicurare la loro libera circolazione verso e dal Parlamento, a essi sono riconosciuti dai rispettivi stati gli stessi privilegi offerti agli alti funzionari che viaggiano all'estero e lo status di rappresentanti stranieri in visita. Quando si trovano nel loro stato, hanno tutte le immunità accordate ai parlamentari nazionali, mentre quando si trovano negli altri Stati membri hanno un'immunità alle detenzioni e dai procedimenti giudiziari. Tuttavia, l'immunità non può essere richiesta quando un membro viene trovato colpevole di un reato e, inoltre, il Parlamento ha il diritto di togliere l'immunità.

### Elezioni
Sinistra radicale
     Socialdemocratici
     Verdi e regionalisti
     Liberaldemocratici
     Democristiani e liberalconservatori
     Destra euroscettica
     Nazionalconservatori
     Estrema destra
     Eterogeneo
     Non iscritti
Le elezioni degli eurodeputati si sono svolte in ogni Stato membro ogni cinque anni dal 1979. Al 2019 ci sono state nove tornate elettorali. Quando uno stato entra nell'Unione durante una legislatura, esso svolgerà una elezione per eleggere i propri rappresentanti. Ciò è accaduto sei volte, la più recente nel 2013 con l'ingresso della Croazia. Le elezioni si svolgono in un periodo compreso tra il giovedì mattina e la domenica immediatamente successiva, in base alle abitudini locali e, a parte dover essere di tipo proporzionale, ogni Stato membro sceglie una propria procedura: mentre la maggior parte dei membri presenta una lista nazionale, alcuni, come la Francia (e in precedenza il Regno Unito), dividono la ripartizione dei seggi tra le regioni.
Le elezioni del 2014, tenutesi dal 22 al 25 maggio, sono state le più grandi elezioni transnazionali simultanee mai svolte in tutto il mondo. L'ottava legislatura del Parlamento è iniziata il 1º luglio 2014.
Sono state presentate alcune proposte volte ad attirare un'attenzione più ampia per le elezioni da parte della popolazione europea. Una delle innovazioni introdotte nel 2014 è stata che i partiti politici paneuropei presentassero "candidati" come presidente della Commissione europea. Tuttavia, la governance dell'Unione europea si basa su una miscela di governi intergovernativi e funzioni sovranazionali: il presidente della Commissione europea viene nominato dal Consiglio europeo che rappresenta i governi degli Stati membri e non vi è alcun obbligo di nominare un dato "candidato". Il Trattato di Lisbona afferma solamente che essi dovrebbero tener conto, nella nomina, dei risultati delle elezioni. I candidati dei principali partiti sono Jean-Claude Juncker per il Partito Popolare Europeo, Martin Schulz per il Partito del Socialismo Europeo, Guy Verhofstadt per il Partito dell'Alleanza dei Liberali e dei Democratici per l'Europa, Ska Keller per il Partito Verde Europeo e Alexīs Tsipras per il Partito della Sinistra Europea.
Dalla prima tornata elettorale, l'affluenza al voto è diminuita costantemente ogni anno e dal 1999 è stata inferiore al 50%, fino alle elezioni europee del 2019 la cui affluenza si è attestata al 50,62%.

## Poteri e funzioni

### Considerazioni generali

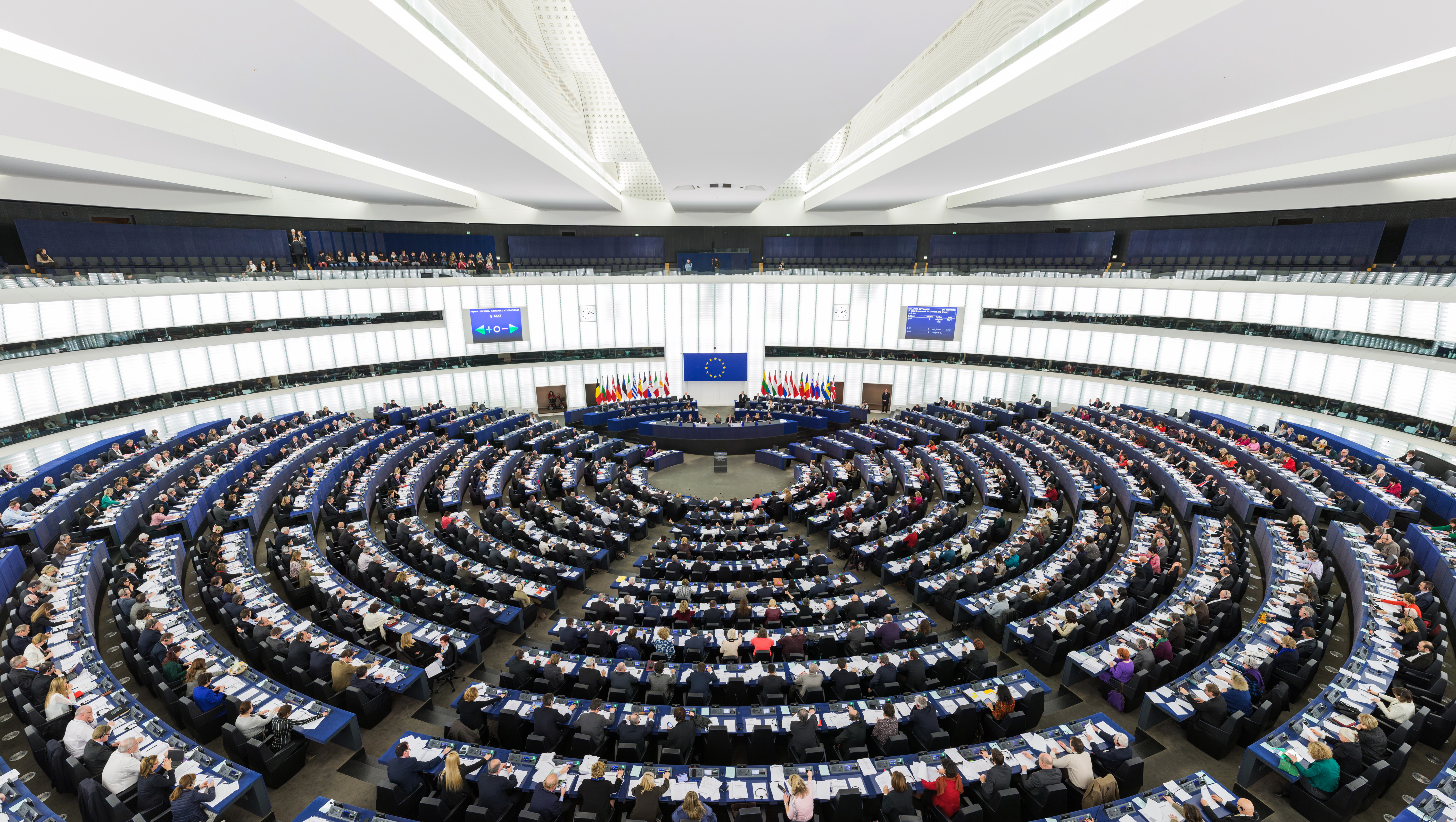
L'emiciclo del Parlamento durante una sessione plenaria a Strasburgo.

Il Parlamento europeo esercita il potere legislativo e il potere di bilancio - condivisi con il Consiglio dell'Unione europea - e il potere di controllo democratico. Le principali funzioni del Parlamento europeo sono:
- l'esercizio del controllo politico sull'operato della Commissione tramite interrogazioni scritte e orali e lo strumento della mozione di censura;[45]
- l'esame delle proposte legislative della Commissione, assieme al Consiglio dei Ministri dell'Unione europea, nell'ambito della procedura legislativa ordinaria;[46]
- l'approvazione del bilancio annuale dell'Unione, insieme al Consiglio dell'Unione europea;[47]
- la nomina del mediatore europeo;[48]
- l'istituzione di commissioni d'inchiesta.[49]

Il Parlamento e il Consiglio UE esercitano congiuntamente il potere legislativo e vengono spesso paragonati alle due camere di un sistema bicamerale.
Tra le differenze rispetto alle legislature nazionali è da notare però che né il Parlamento né il Consiglio hanno il potere di iniziativa legislativa, che è riservato esclusivamente alla Commissione europea, organo esecutivo dell'Unione. Pertanto, mentre il Parlamento può modificare o respingere una proposta di legge, quest'ultima deve essere prima elaborata dalla Commissione. Questo rappresenta senz'altro uno dei punti critici per quanto riguarda il deficit democratico dell'Unione, anche se occorre notare che nei Parlamenti nazionali la stragrande maggioranza dei disegni di legge adottati è di iniziativa governativa.
L'ex presidente del Parlamento Hans-Gert Pöttering ha comunque voluto rimarcare il diritto del Parlamento di richiedere alla Commissione di redigere una data normativa. Così, vista la tendenza della Commissione a seguire sempre di più le richieste del Parlamento, si è venuto a costituire de facto un diritto di iniziativa legislativa parlamentare, una sorta di potere di "iniziativa dell'iniziativa" nei confronti della Commissione, attraverso una delibera a maggioranza assoluta.
Il Parlamento vanta anche un importante potere di influenza indiretta, attraverso risoluzioni non vincolanti e audizioni della Commissione, incluso per ciò che riguarda la politica estera e di sicurezza comune; il Parlamento deve approvare tutte le sovvenzioni per lo sviluppo, comprese quelli per l'estero. Ad esempio, il supporto per la ricostruzione post-bellica in Iraq o gli incentivi per la cessazione dello sviluppo nucleare iraniano, sono azioni che hanno dovuto avere il sostegno da parte del Parlamento. Il sostegno parlamentare è stato anche richiesto per l'accordo di condivisione con gli Stati Uniti dei dati dei passeggeri in viaggio transatlantico. Infine, il Parlamento detiene il potere di esprimere un voto non vincolante sui nuovi trattati dell'Unione europea, ma non può porre il veto.

### Procedura legislativa
Con ogni nuovo trattato, i poteri del Parlamento, in termini del suo ruolo nelle procedure legislative dell'Unione, sono stati ampliati. Dall'entrata in vigore del Trattato di Lisbona la procedura cosiddetta di "co-decisione" è divenuta procedura legislativa ordinaria che prevede un piano di parità tra il Parlamento e il Consiglio. Esistono tuttavia delle procedure legislative speciali che prevedono una diversa composizione dei poteri di intervento nell'ambito legislativo di Parlamento e Consiglio, con la prevalenza, a seconda degli ambiti, del ruolo dell'una o dell'altra istituzione. In particolare, nell'ambito della procedura, la Commissione presenta una proposta al Parlamento e al Consiglio che può diventare legge se entrambi sono d'accordo su un testo attraverso letture successive fino a un massimo di tre.
In prima lettura, il Parlamento può inviare emendamenti al Consiglio, che può o adottare il testo comprensivo degli emendamenti o rinviargli una "posizione comune". Il Parlamento, allora, può approvare tale posizione o respingere il testo a maggioranza assoluta, provocando così la definitiva bocciatura, oppure può adottare ulteriori emendamenti, anche a maggioranza assoluta. Se il Consiglio non le approva viene formato un "comitato di conciliazione". Il Comitato è composto dai membri del Consiglio più un numero uguale di deputati che insieme cercano di raggiungere un compromesso. Una volta che viene ottenuta una posizione di comune accordo, questa deve essere approvata dal Parlamento, a maggioranza semplice.
Le poche altre aree in cui operano le procedure legislative speciali sono la giustizia e gli affari interni, le politiche di bilancio e fiscali. In queste aree, il Consiglio o il Parlamento legiferano da soli. La procedura dipende anche da quale tipo di atto istituzionale viene utilizzato. L'atto più forte è il regolamento, una norma che è direttamente applicabile nella sua interezza e vincolante per tutti gli Stati membri. Poi ci sono le direttive che impongono agli Stati membri il raggiungimento di determinati obiettivi che devono perseguire attraverso le proprie leggi e, quindi, conferendogli spazi di manovra. Una decisione è uno strumento indirizzato a un particolare gruppo di persone ed è direttamente applicabile. Le istituzioni possono inoltre emettere consigli e raccomandazioni che sono semplicemente dichiarazioni non vincolanti.
In generale la Commissione europea ha il monopolio dell'iniziativa legislativa, ma il meccanismo della relazione di iniziativa permette al Parlamento di chiedere alla Commissione di presentare adeguate proposte sulle questioni per le quali reputa necessaria l'elaborazione di un atto dell'Unione ai fini dell'attuazione dei trattati.
Fino al 13 dicembre 2016 vi era un ulteriore documento che non seguiva le normali procedure: la "dichiarazione scritta". Si trattava di un documento di non più di 200 parole, proposto da un massimo di cinque deputati su una questione che rientra nelle competenze dell'UE e che veniva utilizzato per avviare un dibattito su questo tema. Essendo pubblicato davanti all'ingresso dell'emiciclo, i deputati potevano firmare la dichiarazione e, se ciò veniva fatto dalla maggioranza, il documento veniva inoltrato al Presidente del Parlamento e annunciato in seduta plenaria, prima di essere trasmesso alle altre istituzioni e formalmente indicato nel verbale.

### Controllo del potere esecutivo
Nell'Unione europea vi è una netta separazione dei poteri tra esecutivo e legislativo che rende il Parlamento europeo più simile al Congresso degli Stati Uniti che una legislazione tipica di uno Stato membro. Il presidente della Commissione europea viene proposto dal Consiglio europeo sulla base delle elezioni parlamentari europee. Tale proposta deve essere approvata dal Parlamento (a maggioranza semplice) che "elegge" il Presidente in base ai trattati. Dopo la nomina del Presidente i membri della Commissione vengono proposti dal Presidente stesso, in accordo con gli Stati membri. Quindi, la Commissione formata si presenta al Parlamento che può approvare o respingerla. Nella pratica, il Parlamento non ha mai votato contro un Presidente o la sua Commissione, ma si ritiene che lo avrebbe fatto quando fu avanzata una proposta per la formazione della Commissione Barroso. La pressione risultante ha costretto a ritirare la proposta e a modificarla perché risultasse accettabile al Parlamento. Tale pressione è stata vista come un segnale importante a dimostrazione del carattere evolutivo del Parlamento e della sua capacità di rendere la Commissione responsabile. Inoltre, nel voto sulla Commissione, i deputati generalmente votano seguendo le linee di partito, piuttosto che le richieste da parte dei governi nazionali.
Il Parlamento ha anche il potere di approvare, alla maggioranza dei due terzi dei presenti (purché questi siano la maggioranza dei membri), una mozione di censura nei confronti della Commissione che ne comporta le dimissioni dell'intera istituzione. Questo potere non è mai stato utilizzato, ma quando è stato minacciato nei confronti della Commissione Santer ha comportato le sue dimissioni spontanee. Vi sono un paio di ulteriori controlli, come ad esempio l'obbligo della Commissione di presentare relazioni al Parlamento e rispondere alle domande dei deputati; l'obbligo del Presidente del Consiglio in carica di presentare al Parlamento il suo programma all'inizio della presidenza; l'obbligo per il Presidente del Consiglio europeo di riferire al Parlamento dopo ciascuna delle sue riunioni; il diritto dei deputati di presentare richieste per la legislazione e la politica alla Commissione; e il diritto di fare delle domande ai membri di queste istituzioni (ad esempio il "question time" di ogni martedì). Allo stato attuale, i deputati possono formulare una domanda su qualsiasi argomento, ma nel mese di luglio 2008 i deputati hanno votato per limitarle a quelle inerenti al mandato e vietare quelle offensive o personali.

### Bilancio
Il Parlamento, a seguito dell'ampliamento delle sue funzioni stabilito coi trattati degli anni 1970 e col Trattato di Lisbona, partecipa alla procedura di adozione del bilancio dell'Unione con un ruolo di primaria importanza. Il progetto di bilancio, presentato dalla Commissione, è soggetto a una forma di procedura legislativa ordinaria, con una sola lettura che dà il potere al Parlamento di proporre emendamenti sull'intero bilancio (prima del 2009, la sua influenza era limitata ad alcune aree) in sostanziale posizione di parità con il Consiglio. Se si verifica un disaccordo, viene formata una commissione di conciliazione come accade per le proposte legislative ordinarie in terza lettura. Se il testo di conciliazione paritetica non viene approvato, il Parlamento può adottare il bilancio definitivamente. Il Parlamento europeo ha inoltre il diritto di proporre modifiche alla spesa obbligatoria e il diritto di proporre emendamenti alla spesa non obbligatoria del bilancio. In questo caso, la procedura di bilancio deve ricominciare da capo.
Il Parlamento è anche responsabile per l'adempimento dell'esecuzione dei bilanci precedenti sulla base della relazione annuale della Corte dei conti europea. Solo due volte il Parlamento non ha approvato il bilancio precedente: nel 1984 e nel 1998. In quest'ultima occasione, che ha portato alle dimissioni della Commissione Santer, era stato messo in evidenza come il potere di bilancio attribuisce al Parlamento un grande potere nei confronti della Commissione.

### Poteri di vigilanza
Il Parlamento possiede anche altri poteri di supervisione generale, concessogli principalmente dal Trattato di Maastricht. Il Parlamento ha il potere di istituire una commissione d'inchiesta, come è stato fatto per esempio nel caso della malattia della "mucca pazza" che ha portato alla creazione dell'agenzia veterinaria europea. Il Parlamento può chiamare altre istituzioni a rispondere alle domande e può portarle in tribunale qualora ravvisi nel loro operato infrazioni della legge o dei trattati dell'UE. Inoltre, ha poteri sulla nomina dei membri della Corte dei conti e del presidente e del comitato esecutivo della Banca centrale europea (BCE). Il presidente della BCE è inoltre tenuto a presentare una relazione annuale al Parlamento.
Il Mediatore europeo viene eletto dal Parlamento e si occupa di denunce, inerenti alla cattiva amministrazione, contro tutte le istituzioni, da parte di ogni cittadino europeo o di ogni persona fisica o giuridica risiedente nell'Unione. Questi soggetti possono, inoltre, presentare una petizione su una questione della sfera di attività dell'Unione europea che gli riguardino direttamente. La commissione per le petizioni esamina i casi, circa 1500 ogni anno, a volte presentati dagli stessi cittadini al Parlamento.

## Funzionamento

### Generalità

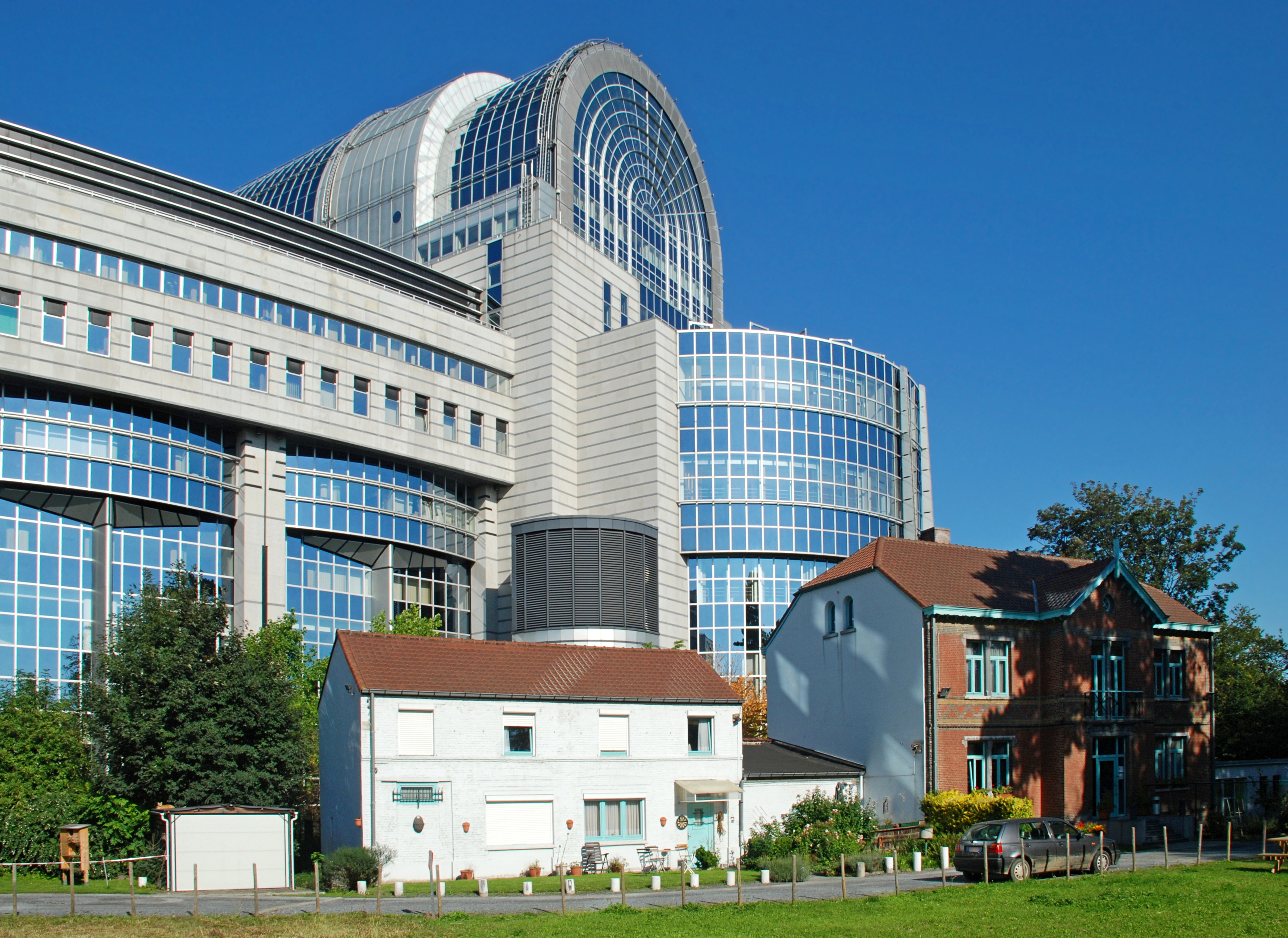
Veduta dal Parc Léopold del retro dell'edificio Paul-Henri Spaak.

Il Parlamento europeo si riunisce e delibera in sedute aperte al pubblico. Tutte le sue risoluzioni e discussioni sono pubblicate sulla Gazzetta ufficiale dell'Unione europea. I deputati europei si riuniscono in seduta plenaria una settimana al mese (tornata) nella sede di Strasburgo. Alcune tornate supplementari di due giorni si svolgono a Bruxelles. Il Parlamento ha il potere di riunirsi senza essere convocato da un'altra autorità. Le sue riunioni sono parzialmente regolate dai trattati, altrimenti spetta al Parlamento stesso di stabilire il proprio "regolamento interno" (regolamento che disciplina il parlamento).
Gli eurodeputati si avvalgono della collaborazione del Segretariato del Parlamento e degli assistenti parlamentari. Il Segretariato rappresenta per lo più un corpo tecnico, il cui personale ha spesso già servito presso altre istituzioni Europee (Commissione europea, Segretariato Generale del Consiglio dell'Unione europea, etc.). Esso ha formalmente sede a Lussemburgo, sebbene buona parte dei Direttorati Generali più importanti (Politica Interna, Politica Estera, etc.) sia di fatto ubicata a Bruxelles. Due settimane al mese sono invece riservate alle riunioni delle commissioni parlamentari che si tengono sempre a Bruxelles. La settimana restante è dedicata alle riunioni dei singoli gruppi politici. La maggior parte dei deputati è iscritta a un gruppo politico: prima del voto della plenaria sulle relazioni preparate dalle commissioni parlamentari, i gruppi politici ne esaminano il contenuto e spesso presentano emendamenti. Le venti commissioni parlamentari preparano i lavori delle tornate del Parlamento. Le commissioni elaborano e approvano relazioni sulle proposte legislative e relazioni di iniziativa.
Durante le sessioni, i membri possono parlare solo dopo essere stati invitati a farlo dal presidente. Anche i membri del Consiglio o della Commissione possono partecipare e parlare nei dibattiti. In parte a causa della necessità della traduzione e in parte per la politica del consenso nella camera, i dibattiti tendono a essere più tranquilli e cordiali rispetto, ad esempio, al sistema Westminster. In generale, le votazioni vengono condotte per alzata di mano, tuttavia può essere richiesta una verifica tramite votazione elettronica. In entrambi i casi, i voti dei deputati non vengono registrati anche se ciò avviene quando si tiene una votazione per appello nominale, un sistema necessario per le votazioni finali su una legislazione o anche ogni volta che un gruppo politico o 30 deputati lo richiedano. Si osserva che il numero di votazioni per appello nominale risulta aumentato con il tempo. In taluni casi è previsto anche un ballottaggio segreto (ad esempio, quando viene eletto il presidente). Solitamente i voti non seguono un dibattito, ma piuttosto sono raggruppati con altre votazioni in occasioni specifiche, di solito a mezzogiorno di martedì, mercoledì o giovedì. Questo perché la lunghezza del voto è imprevedibile e può compromettere i dibattiti e gli incontri programmati nel corso della giornata.

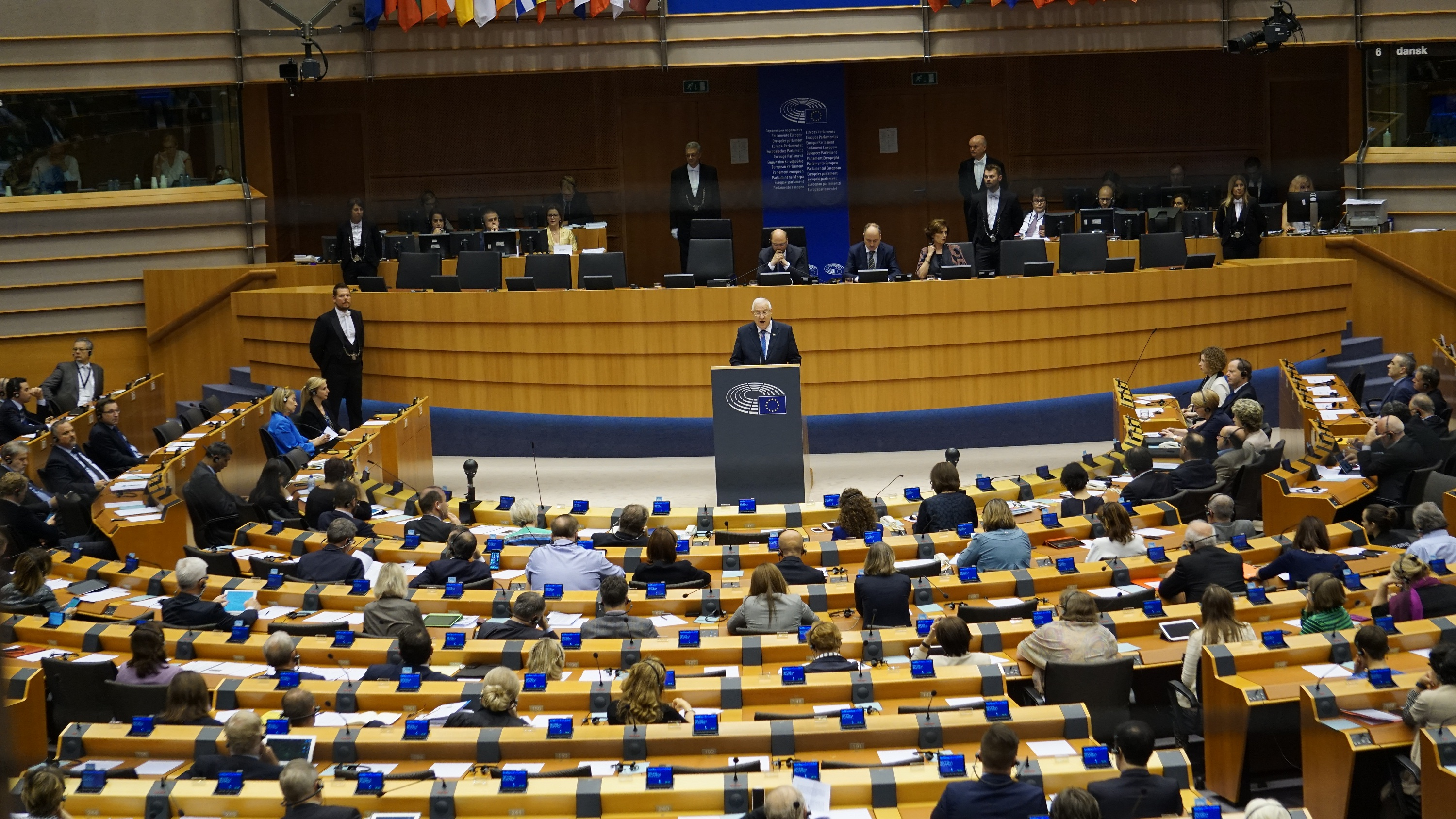
Reuven Rivlin parla al Parlamento europeo.

I membri sono disposti in un emiciclo in base ai loro gruppi politici, che sono ordinati principalmente da sinistra a destra, ma alcuni gruppi più piccoli sono posizionati nell'anello esterno del Parlamento. Tutte le scrivanie sono dotate di microfoni, cuffie per la traduzione e apparecchiature per il voto elettronico. I leader dei gruppi si siedono sui seggi in prima fila e in centro vi è un podio per gli oratori. La restante metà della camera circolare è composta principalmente in una zona rialzata dove il Presidente e lo staff si siedono. Ulteriori sedie sono previsti tra i lati di questa zona e gli eurodeputati, queste sono occupate dal Consiglio all'estrema sinistra e dalla Commissione in fondo a destra. Sia l'emiciclo di Bruxelles che quello di Strasburgo seguono grosso modo questa disposizione con lievi differenze. Questa disposizione è un compromesso tra i diversi sistemi parlamentari; ad esempio quello inglese è caratterizzato dai diversi gruppi posti uno di fronte all'altro, mentre in Francia si ha un semicerchio e il sistema tradizionale tedesco prevedeva che tutti i membri fossero in fila di fronte a una tribuna per i discorsi. L'accesso alla camera è limitato e l'ingresso è controllato da uscieri che aiutano i deputati. Gli uscieri possono anche occasionalmente agire come una forma di polizia che coadiuva il Presidente a mantenere il controllo, per esempio per espellendo un deputato che sta disturbando la sessione (un evento tuttavia raro). Il primo capo del protocollo parlamentare fu francese e tanti dei ruoli del Parlamento si basano sul modello francese sviluppato in seguito alla Rivoluzione francese. I 180 uscieri sono ben visibili nel Parlamento, vestiti in frac nero e con una catena d'argento, vengono assunti nello stesso modo con cui vengono scelti gli appartenenti alla funzione pubblica europea. Al Presidente è assegnato un usciere personale.

### Presidente e organizzazione
Il Presidente presiede la seduta plenaria del Parlamento quando è in sessione. La firma del presidente è obbligatoria per tutti gli atti adottati in codecisione, incluso il bilancio dell'Unione. Inoltre, il Presidente ha il compito di rappresentare il Parlamento all'esterno, anche in questioni legali. Viene eletto per un mandato di due anni e mezzo, il che significa che vi sono due elezioni per ogni legislatura.
Diverse personalità di rilievo hanno rivestito tale carica. Il primo Presidente fu il deputato Paul-Henri Spaak, uno dei fondatori dell'Unione. Altri fondatori che hanno servito come Presidenti includono Alcide De Gasperi e Robert Schuman. Le due presidenti donne, prima dell'attuale Roberta Metsola, sono state Simone Veil, eurodeputata nel 1979 e prima Presidente del Parlamento eletto, e Nicole Fontaine, eurodeputata nel 1999, entrambe francesi. Jerzy Buzek è stato il primo Presidente dell'Europa centro-orientale; ex primo ministro della Polonia, contribuì a rovesciare il comunismo nel blocco orientale.
Durante l'elezione di un Presidente, il precedente (o, se non è possibile, uno dei precedenti vicepresidenti) presiede la camera. Prima del 2009, questo incarico spettava al membro più anziano, ma la regola è stata cambiata per evitare che l'eurodeputato di estrema destra francese Jean-Marie Le Pen rivestisse questa carica.
Il Presidente è coadiuvato da 14 vicepresidenti che presiedono il dibattito quando il Presidente non è presente. Vi sono una serie di altri enti e incarichi di responsabilità per il funzionamento del parlamento. I due principali sono l'Ufficio di presidenza, che è responsabile per le questioni di bilancio e di amministrazione, e la conferenza dei presidenti. Per curare gli interessi finanziari e amministrativi dei membri vengono designati cinque questori.

### Conferenza dei presidenti
La conferenza dei presidenti è composta dal presidente del Parlamento europeo e dai presidenti dei gruppi politici.
I presidenti dei gruppi politici possono farsi rappresentare da un altro membro del proprio gruppo. Alla riunioni partecipa inoltre, senza diritto di voto, un deputato non iscritto, invitato dal presidente del Parlamento. La conferenza decide quando possibile per consenso; altrimenti si vota e il peso del voto dipende dal numero di deputati rappresentati.
La conferenza dei presidenti delibera sull'organizzazione dei lavori del Parlamento e sulle relazioni con le altre istituzioni e organi dell'Unione europea. Presenta al Parlamento proposte relative a composizione e competenze delle commissioni e delle delegazioni.

### Commissioni

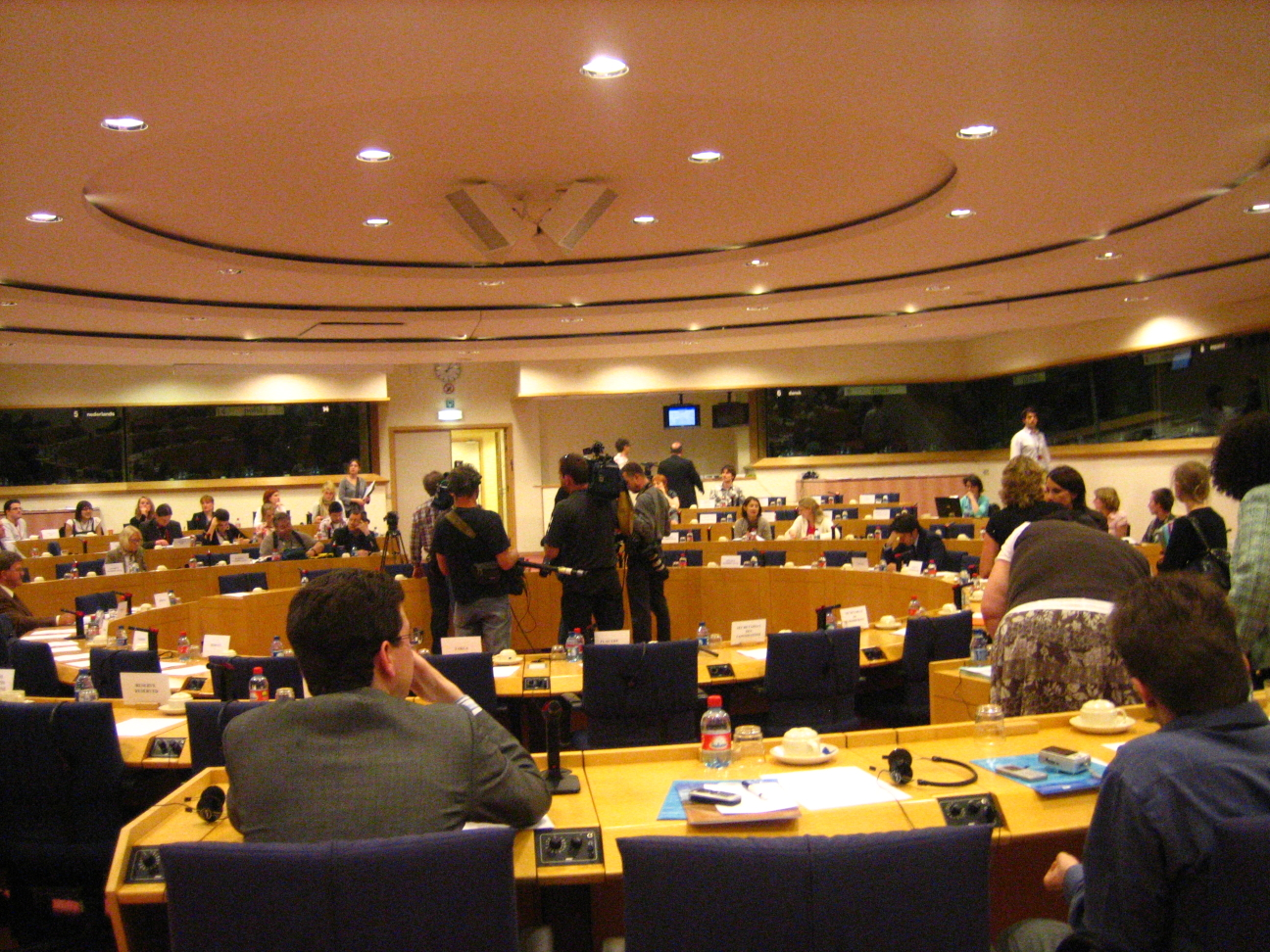
La sala di una commissione

Le commissioni sono formate da gruppi ridotti di eurodeputati. Possono essere permanenti o temporanee. Le commissioni permanenti sono specializzate per materia e hanno un ruolo fondamentale nella procedura legislativa ordinaria. Le commissioni temporanee possono essere speciali o di inchiesta.
Quando deve preparare una relazione su una proposta legislativa o non legislativa (risposta a una consultazione della Commissione europea, risoluzione, ecc.) la commissione parlamentare elegge un relatore (rapporteur) perché faccia delle raccomandazioni, con l'aiuto dello staff della commissione e a volte di esperti esterni. Il relatore viene scelto da uno o dall'altro gruppo sulla base di un sistema di punti simile al metodo D'Hondt. Il documento prodotto del relatore viene discusso prima nella commissione parlamentare, e la relazione definitiva viene poi presentata alla plenaria. Il relatore gode di alcuni poteri procedurali particolari sia nella commissione che nella plenaria, e solitamente anche di maggiore visibilità mediatica.
Il relatore ombra (shadow rapporteur) può essere nominato da un gruppo politico per negoziare col relatore. Relatore e relatori ombra possono di fatto formare un gruppo di lavoro, garantendo che tutti i punti di vista dei gruppi vengano presi in considerazione già nella stesura della bozza di relazione, facilitando quindi il raggiungimento di un compromesso finale. Relatori ombra vengono nominati soprattutto dai gruppi più grandi e per le questioni più importanti.

### Delegazioni
Le delegazioni, come le commissioni composte da europarlamentari, intrattengono rapporti con paesi terzi e con organizzazioni internazionali. Vengono costituite dal Parlamento su proposta della conferenza dei presidenti.
Esistono quattro categorie di delegazioni:
1. delegazioni alle commissioni parlamentari miste, con i parlamenti di Stati associati all'Unione europea o di Stati con i quali sono stati avviati negoziati per l'adesione;
2. delegazioni alle commissioni di cooperazione parlamentare, istituite conformemente a un accordo di cooperazione concluso tra l'Unione europea e il paese terzo interessato;
3. altre delegazioni interparlamentari, con funzione di intrattenere e promuovere le relazioni con i parlamenti dei paesi extraeuropei non candidati all'adesione;
4. delegazioni alle assemblee parlamentari multilaterali:
  - delegazione all'assemblea parlamentare paritetica Africa, Caraibi, Pacifico-Unione europea (ACP-UE);
  - delegazione all'assemblea parlamentare dell'Unione per il Mediterraneo;
  - delegazione all'assemblea parlamentare euro-latinoamericana (EUROLAT);
  - delegazione all'assemblea parlamentare Euronest (DEPA);
  - delegazione per le relazioni con l'Assemblea parlamentare della NATO (DNAT).

La conferenza dei presidenti di delegazione esamina le questioni concernenti il corretto funzionamento delle delegazioni.
La commissione per gli affari esteri (AFET) assicura il controllo politico e il coordinamento dei lavori delegazioni interparlamentari e delle delegazioni ad hoc che rientrano nelle sue attribuzioni.

### Gruppi parlamentari
Gli eurodeputati sono organizzati in diversi gruppi parlamentari, compreso quello dei non iscritti dedicato a chi non si riconosce in nessuno dei gruppi costituiti. Perché un gruppo parlamentare possa essere riconosciuto occorrono almeno 25 deputati eletti in almeno un quarto degli stati, che possono afferire a diversi partiti politici. Essi lavorano suddivisi in 20 commissioni. Una volta riconosciuti, i gruppi ricevono sovvenzioni finanziarie dal parlamento e gli vengono garantiti posti nei comitati: un incentivo alla loro formazione. I due gruppi più grandi sono il Partito Popolare Europeo (PPE) e l'Alleanza Progressista dei Socialisti e dei Democratici (S&D). Questi due gruppi hanno dominato il Parlamento per gran parte della sua vita, spartendosi costantemente tra il 50% e il 70% dei seggi. Nessun singolo gruppo ha mai avuto una maggioranza assoluta. Per via delle ampie alleanze che stipulano i partiti nazionali, i partiti europei appaiono molto decentrati e quindi hanno più in comune con partiti tipici degli stati federali, come la Germania o gli Stati Uniti, che gli Stati unitari come sono la maggioranza degli Stati dell'Unione europea.
La composizione storica dei gruppi parlamentari della ultima legislatura (la X, iniziata il 16 luglio 2024) è riportata nella seguente tabella; in corsivo, i movimenti non riconosciuti ufficialmente come partiti politici europei:
| Eurogruppo                                           | Eurogruppo                                             | Sigla        | MPE | Europartito                                                       | Sigla                        | MPE |
| ---------------------------------------------------- | ------------------------------------------------------ | ------------ | --- | ----------------------------------------------------------------- | ---------------------------- | --- |
|                                                      | Partito Popolare Europeo                               | PPE          | 188 | Partito Popolare Europeo                                          | PPE                          | 147 |
| Movimento Politico Cristiano d'Europa                | Partito Popolare Europeo                               | PPE          | 188 | ECPM                                                              | 1                            |     |
| Indipendenti                                         | Indipendenti                                           | PPE          | 188 | 40                                                                |                              |     |
|                                                      | Alleanza Progressista dei Socialisti e dei Democratici | S&D          | 136 | Partito del Socialismo Europeo                                    | PSE                          | 132 |
| Indipendenti                                         | Indipendenti                                           | S&D          | 136 | 4                                                                 |                              |     |
|                                                      | Patrioti per l'Europa                                  | PfE          | 86  | Patriots.eu                                                       | P.eu                         | 55  |
| Movimento Politico Cristiano d'Europa                | Patrioti per l'Europa                                  | PfE          | 86  | ECPM                                                              | 1                            |     |
| Indipendenti                                         | Indipendenti                                           | PfE          | 86  | 30                                                                |                              |     |
|                                                      | Gruppo dei Conservatori e dei Riformisti Europei       | ECR          | 78  | Partito dei Conservatori e dei Riformisti Europei                 | ECRP                         | 52  |
| Alleanza Libera Europea                              | Gruppo dei Conservatori e dei Riformisti Europei       | ECR          | 78  | ALE                                                               | 3                            |     |
| Movimento Politico Cristiano d'Europa                | Gruppo dei Conservatori e dei Riformisti Europei       | ECR          | 78  | ECPM                                                              | 2                            |     |
| Indipendenti                                         | Indipendenti                                           | ECR          | 78  | 21                                                                |                              |     |
|                                                      | Renew Europe                                           | RE           | 77  | Partito dell'Alleanza dei Liberali e dei Democratici per l'Europa | ALDE                         | 68  |
| Partito Democratico Europeo                          | Renew Europe                                           | RE           | 77  | PDE                                                               | 10                           |     |
| Indipendenti                                         | Indipendenti                                           | RE           | 77  | 16                                                                |                              |     |
|                                                      | I Verdi/Alleanza Libera Europea                        | Verdi/ALE    | 53  | Partito Verde Europeo                                             | PVE                          | 43  |
| Alleanza Libera Europea                              | I Verdi/Alleanza Libera Europea                        | Verdi/ALE    | 53  | ALE                                                               | 3                            |     |
| Alleanza della Sinistra Verde Nordica                | I Verdi/Alleanza Libera Europea                        | Verdi/ALE    | 53  | NGLA                                                              | 3                            |     |
| Partito Pirata Europeo                               | I Verdi/Alleanza Libera Europea                        | Verdi/ALE    | 53  | PPEU                                                              | 1                            |     |
| Volt Europa                                          | I Verdi/Alleanza Libera Europea                        | Verdi/ALE    | 53  | VE                                                                | 5                            |     |
| Indipendenti                                         | Indipendenti                                           | Verdi/ALE    | 53  | 1                                                                 |                              |     |
|                                                      | La Sinistra al Parlamento europeo                      | GUE/NGL      | 46  | Ora il Popolo                                                     | NTP                          | 23  |
| European Left Alliance for the People and the Planet | La Sinistra al Parlamento europeo                      | GUE/NGL      | 46  | ELA                                                               | 18                           |     |
| Partito della Sinistra Europea                       | La Sinistra al Parlamento europeo                      | GUE/NGL      | 46  | SE                                                                | 11                           |     |
| Alleanza della Sinistra Verde Nordica                | La Sinistra al Parlamento europeo                      | GUE/NGL      | 46  | NGLA                                                              | 6                            |     |
| Animal Politics EU                                   | La Sinistra al Parlamento europeo                      | GUE/NGL      | 46  | APEU                                                              | 2                            |     |
| Indipendenti                                         | Indipendenti                                           | GUE/NGL      | 46  | 14                                                                |                              |     |
|                                                      | Europa delle Nazioni Sovrane                           | ESN          | 25  | Europa delle Nazioni Sovrane                                      | Europa delle Nazioni Sovrane | 25  |
|                                                      | Non iscritti                                           | Non iscritti | 30  | Azione Comunista Europea                                          | ECA                          | 2   |
| Indipendenti                                         | Indipendenti                                           | Non iscritti | 30  | 28                                                                |                              |     |
| Totale                                               | Totale                                                 | Totale       | 719 |                                                                   |                              |     |

1. 1 2  Include il Partito Popolare Socialista, aderente sia al PVE che a NGLA.
2. ↑  Include La France Insoumise, Blocco di Sinistra e Podemos, aderenti sia a ELA che a NTP; Lista dell'Unità - I Rosso-Verdi, Alleanza di Sinistra e Partito della Sinistra, aderente a ELA, NTP e NGLA; Sinistra Italiana, aderente sia a SE come osservatore che a NTP; e Die Linke, aderente sia a SE che a NTP.
3. ↑  Include La France Insoumise, Blocco di Sinistra e Podemos, aderenti sia a ELA che a NTP; Lista dell'Unità - I Rosso-Verdi, Alleanza di Sinistra e Partito della Sinistra, aderente a ELA, NTP e NGLA
4. ↑  Include Die Linke, aderente sia a SE che a NTP. Include inoltre Partito Progressista dei Lavoratori, Euskal Herria Bildu e Sinistra Italiana, aderenti a SE come osservatori.
5. ↑  Include Lista dell'Unità - I Rosso-Verdi, Partito della Sinistra e Alleanza di Sinistra, aderenti a ELA, NGLA e a NTP.
6. ↑  Un seggio risulta vacante, data la mancata convalida dell'elezione dello spagnolo Antoni Comín (JxCat).

### Intergruppi
Gli intergruppi sono raggruppamenti informali di deputati interessati a un determinato argomento. Non sono organi parlamentari e non esprimono quindi la posizione del Parlamento.

### Segretariato generale
Il segretariato generale è il corpo amministrativo del Parlamento europeo. È guidato da un segretario generale ed è composto da 12 direzioni generali e dal servizio giuridico. Composizione e organizzazione del segretariato sono stabilite dall'Ufficio di presidenza del Parlamento, che nomina anche il segretario generale.

### Servizio ricerca
Il Servizio Ricerca del Parlamento europeo (abbreviato in EPRS, dall'inglese European Parliamentary Research Service) è un centro di ricerca interno all'istituzione.
Principalmente svolge attività di ricerca e analisi indipendente per assistere i deputati nell'attività parlamentare, compresa quella di controllo e sorveglianza nei confronti delle altre istituzioni dell'Unione europea. Le pubblicazioni vengono messe a disposizione di tutti sul web.
È responsabile inoltre di alcuni altri servizi:
- Biblioteca: nata nel 1953, con sede centrale a Bruxelles e sedi distaccate a Lussemburgo e a Strasburgo; sul web è inoltre disponibile "una selezione di 100 libri da ricordare sull’Europa";[110]
- Archivi storici: raccolgono documentazione a partire 1952;[111]
- Richieste di informazioni dei cittadini;
- Accesso ai documenti;
- Registro per la trasparenza: contiene un elenco dei gruppi di pressione attivi presso le istituzioni UE.[112]

### Osservatorio legislativo
L’Osservatorio legislativo è un sito web del Parlamento europeo che fornisce un database con tutti i documenti delle istituzioni coinvolte nel processo legislativo interistituzionale. L’Osservatorio legislativo si concentra in particolare sul ruolo del Parlamento europeo nel processo legislativo e in questo si differenzia da EUR-Lex, che è la banca dati della Commissione europea.
Il sito è stato creato per la prima volta nel 1994, è gestito dal Direttorato generale della Presidenza e include i file di tutte le procedure sottoposte al Parlamento europeo a partire dalla quarta legislatura parlamentare del luglio 1994, incluse sia quella già concluse che quelle ancora in corso. I file contenuti nel database prendono il nome di “cartella di procedura” (procedure file o fiche de procédure). Grazie a un numero di riferimento assegnato a ciascuna cartella, è possibile aggiornare la procedura quando subentrano nuovi dati.
Il sito si è sviluppato nel tempo includendo altre informazioni riguardanti l’attività del PE, inclusi il potere di bilancio, il diritto di iniziativa, la facoltà di approvare nomine e alcuni accordi internazionali, revocare una delegazione di potere alla Commissione europea o opporsi a un atto delegato.
Attraverso la funzione “ricerca” del sito si possono stabilire dei criteri per trovare i vari tipi di documenti. È anche possibile affinare la ricerca selezionando altri parametri quali la legislatura, l’anno, il tipo di procedura, i relatori o le commissioni responsabili.
La pagina di apertura dell’Osservatorio legislativo contiene la lista dei documenti più recenti: quelli che attendono di essere sottoposti al voto in plenaria; le ultime relazioni delle commissioni parlamentari e nuovi documenti delle commissioni non ancora affrontate al Parlamento europeo.

## Sedi
Il Parlamento europeo ha oggi sede in tre diverse città, con numerosi edifici a ospitarlo. In precedenza condivideva la stessa sala riunioni del Consiglio d'Europa.
Strasburgo è la sede ufficiale del Parlamento europeo, il quale è giuridicamente vincolato dalla risoluzione del Consiglio europeo di Edimburgo dell'11 e 12 dicembre 1992, da un protocollo allegato al Trattato di Amsterdam e dall'articolo 341 del Trattato sul funzionamento dell'Unione europea a riunirsi in sessione plenaria (ciascuna delle quali richiede solitamente circa quattro giorni) in tale sede dodici volte l'anno (una al mese, con nessuna ad agosto e con due a settembre). Anche tutte le votazioni del Parlamento europeo devono svolgersi a Strasburgo. I cinque immobili del Parlamento europeo attualmente presenti in questa città (il principale dei quali è l'edificio Louise Weiss, inaugurato nel 1999) si trovano nel quartier européen, che è condiviso da altre organizzazioni europee separate dall'Unione europea (come, ad esempio, il già citato Consiglio d'Europa). La sede di Strasburgo è vista come un simbolo della riconciliazione tra Francia e Germania, constatato che per questa regione si sono combattute in passato delle guerre tra i due Paesi.
A Bruxelles, nell'edificio Paul-Henri Spaak dell'Espace Léopold, si tengono invece le sessioni aggiuntive e le riunioni delle commissioni. Sebbene de facto la maggior parte dei lavori del Parlamento europeo siano ora orientati alla sua sede di Bruxelles, tale istituzione è legalmente obbligata, come detto, a mantenere Strasburgo come sede ufficiale. Il Parlamento europeo è dunque l'unica assemblea legislativa al mondo con più di un luogo di incontro e una delle poche che non ha il potere di decidere la propria sede.
Il costo e la scomodità di 
questa disposizione a due sedi sono state oggetto di molte critiche da parte dello stesso Parlamento europeo così come, tra gli altri, da molti gruppi di interesse, dal personale amministrativo e da diversi ambientalisti e vi è un consistente movimento che spinge affinché quella di Bruxelles diventi l'unica sede. Una richiesta dettata sia dal fatto che nella città belga si trovano quasi tutte le altre importanti istituzioni dell'Unione europea (Commissione, Consiglio, Consiglio europeo) che dal comune sentirla come la "capitale" dell'Unione europea. Nell'agosto del 2014 un rapporto della Corte dei conti europea ha stimato che la ricollocazione a Bruxelles della sede di Strasburgo del Parlamento europeo comporterebbe un risparmio di 113,8 milioni di euro l'anno.
Tuttavia, poiché le sedi del Parlamento europeo vengono fissate dai trattati, esse possono essere modificate solo da un voto unanime del Consiglio, il che significa che la Francia potrebbe porre il veto su qualsiasi iniziativa volta a danneggiare Strasburgo. A tal proposito nel 2007 l'allora Presidente della Repubblica francese Nicolas Sarkozy ha affermato che la sede di Strasburgo è "non negoziabile" e che la Francia non ha intenzione di cedere l'unica istituzione dell'Unione europea posta sul proprio territorio.
Lussemburgo ospita infine il Segretariato generale del Parlamento europeo.

## Canali di dialogo, comunicazione e informazione con la società civile europea

### Obiettivi
Negli ultimi anni le istituzioni europee si sono impegnate per promuovere trasparenza e apertura e mettere a disposizione informazioni sul proprio operato. In particolare, la trasparenza è considerata un criterio informatore dell'azione delle istituzioni europee e principio generale del diritto comunitario da applicarsi alle attività delle istituzioni dell'Unione europea con l'obiettivo di rafforzare la base democratica dell'Unione. I principi generali di apertura e trasparenza sono confermati negli articoli 8 A comma 3 e 10.3 rispettivamente del Trattato di Lisbona e del Trattato sull'Unione europea che sanciscono che "ogni cittadino ha il diritto di partecipare alla vita democratica dell'Unione. Le decisioni sono prese nella maniera il più possibile aperta e vicina ai cittadini". Inoltre, entrambi i trattati riconoscono il valore del dialogo tra cittadini, associazioni rappresentative, società civile e istituzioni europee.

### Dialogo con le organizzazioni religiose e non confessionali
L'articolo 17 del Trattato sul funzionamento dell'Unione europea (TFUE), fornisce la base giuridica per un dialogo aperto e trasparente tra le istituzioni europee e le chiese, associazioni religiose e organizzazioni non confessionali e filosofiche. A luglio 2014, all'inizio dell'ottava legislatura, l'allora Presidente del Parlamento europeo Martin Schulz ha affidato ad Antonio Tajani, all'epoca Vicepresidente, l'incarico di dare attuazione al dialogo con le organizzazioni religiose e non confessionali previste dall'articolo 17. In questo contesto, il Parlamento europeo ospita conferenze ad alto livello sul dialogo inter-religioso, anche in relazione a temi di attualità e in connessione con i lavori parlamentari.

### Mediatore del Parlamento europeo per i casi di sottrazione dei minori
La carica di Mediatore del Parlamento europeo per i casi di sottrazione internazionale di minori è stata istituita nel 1987 su iniziativa del politico ed europarlamentare inglese Charles Henry Plumb con lo scopo di aiutare i minori figli di coppie di diversa nazionalità vittime di sottrazione da parte di un genitore. Il ruolo del Mediatore consiste nel trovare soluzioni negoziate tra le parti nell'interesse superiore del minore nei casi in cui venga sottratto da uno dei genitori in seguito alla separazione di coppie, siano esse sposate o meno. Dalla sua istituzione hanno ricoperto la carica di Mediatore Mairead McGuinnes (nominata nel 2014), Roberta Angelilli (2009-2014), Evelyne Gebhardt (2004-2009), Mary Banotti (1995-2004) e Marie-Claude Vayssade (1987-1994). Il compito principale del Mediatore nei casi di sottrazione internazionale di minori consiste nell'assistere i genitori nella ricerca della soluzione migliore nell'interesse del minore attraverso la mediazione, ovvero una forma di risoluzione delle controversie alternativa all'azione giudiziaria. Il Mediatore si attiva in seguito alla richiesta da parte di un cittadino e, dopo la valutazione della richiesta, inizia il processo di mediazione che è volto al raggiungimento di un accordo di mediazione. Una volta sottoscritto dalle parti e dal Mediatore, l'accordo raggiunto acquisisce ufficialità. La natura dell'accordo è quella di un contratto privato tra le parti. Nella definizione dell'accordo, il Parlamento europeo offre alle parti il sostegno giuridico necessario per il raggiungimento di un accordo strutturato e legittimo, ispirato ai criteri di legalità ed equità. L'accordo concluso può essere omologato presso le corti nazionali competenti e può anche costituire la base per una definizione consensuale della separazione e del divorzio.

### Eurobarometro del Parlamento europeo
Il Parlamento europeo commissiona periodicamente sondaggi di opinione e studi sugli orientamenti dell'opinione pubblica nei Paesi membri per raccogliere le percezioni e le attese dei cittadini sulle sue attività e quelle dell'Unione europea nel suo complesso. Tra i temi trattati dall'Eurobarometro del Parlamento europeo ci sono la percezione del suo ruolo da parte dei cittadini, la loro conoscenza dell'istituzione, il senso di appartenenza all'Unione europea, le opinioni sulle elezioni europee e sull'integrazione europea, identità, cittadinanza, valori politici ma anche il sentire dei cittadini su questioni di attualità, come il cambiamento climatico, l'attualità economica e politica, etc. Le analisi di Eurobarometro intendono presentare una panoramica sulle situazioni nazionali, incluse le specificità regionali, le differenze socio-demografiche e i trend storici.

### Premi assegnati annualmente dal Parlamento europeo

#### Premio Sacharov per la libertà di pensiero
Con il Premio Sacharov per la libertà di pensiero, istituito nel 1998, il Parlamento europeo sostiene i diritti umani premiando ogni anno le personalità che contribuiscono alla lotta per i diritti umani nel mondo, attirando così l'attenzione sulle violazioni dei diritti umani. Prioritari per l'assegnazione del Premio Sacharov, vi sono i seguenti temi: la difesa dei diritti umani e delle libertà fondamentali, con particolare riferimento alla libertà di espressione; la tutela dei diritti delle minoranze; il rispetto del diritto internazionale; lo sviluppo della democrazia e la concreta affermazione dello Stato di diritto.

#### Premio europeo Carlo Magno
Il Premio Carlo Magno (in tedesco Karlspreis, diminutivo di Internationaler Karlspreis zu Aachen) è un premio annuale conferito, fin dal 1950, dalla città tedesca di Aquisgrana a personalità con meriti particolari in favore dell'integrazione e unione in Europa.
Il Premio europeo Carlo Magno per la gioventù intende incoraggiare la partecipazione dei giovani al processo di integrazione europea. Esso è assegnato ogni anno dal Parlamento europeo e dalla Fondazione del Premio internazionale Carlo Magno di Aquisgrana a progetti giovanili volti a valorizzare l'identità comune europea e la pratica della cittadinanza europea.

#### Premio del cittadino europeo
Il Premio del cittadino europeo viene assegnato ogni anno dal Parlamento europeo ad attività e azioni intraprese da cittadini e associazioni per promuovere l'integrazione tra i cittadini degli stati membri dell'Unione europea e i progetti di cooperazione transnazionale nell'Unione.

#### Premio LUX
Dal 2007, il Premio LUX viene assegnato ogni anno dal Parlamento europeo ai film europei che trattano tematiche al centro del dibattito pubblico in Europa e che stimolano la riflessione sull'Europa e sul suo futuro. Con il tempo il Premio Lux è diventato anche un riconoscimento cinematografico prestigioso e ha sostenuto l'affermazione delle produzioni e dell'industria cinematografica europea anche fuori dall'Unione europea.